# Piłka nożna na Letnich Igrzyskach Olimpijskich 2024 – turniej mężczyzn (składy)
Artykuł grupuje składy wszystkich męskich reprezentacji narodowych w piłce nożnej, które wystąpiły podczas Letnich Igrzysk Olimpijskich 2024 od 24 lipca do 9 sierpnia 2024 roku w 7 miastach Francji. Selekcjonerzy wszystkich 16 reprezentacji biorących udział w turnieju na 21 dni przed rozpoczęciem turnieju – do 3 lipca 2024 roku musieli zarejestrować 18-osobowy skład (w tym 2 bramkarzy). W męskiej piłce nożnej na IO obowiązują ograniczenia wiekowe – w drużynach występują piłkarze z reprezentacji U23 (urodzeni po 31 grudnia 2000 roku) oraz 3 zawodników w dowolnym wieku. Dodatkowo drużyny mogły wskazać maksymalnie czterech zawodników na liście rezerwowej. Mogła ona zawierać maksymalnie trzech zawodników z pola, ponieważ przynajmniej jedno miejsce było zarezerwowane dla bramkarza.
- Przynależność klubowa na koniec sezonu 2023/2024.
- Liczba występów i goli podana do dnia rozpoczęcia turnieju.
- Zawodnicy oznaczeni symbolem  to kapitanowie reprezentacji.
- Legenda:
Pozycje na boisku:
BR – bramkarz
OB – obrońca
PO – pomocnik
NA – napastnik

## Grupa A

### Francja
Trener:  Thierry Henry (ur. 17 sierpnia 1977)
3 czerwca 2024 roku została ogłoszona 25-osobowa szeroka kadra. 11 czerwca 2024 roku Lucas Chevalier, Bafodé Diakité, Leny Yoro, Warren Zaïre-Emery, Bradley Barcola i Mathys Tel zostali wykluczeni ze składu po tym, jak ich kluby nie wyraziły zgody na ich udział w turnieju. Zostali oni zastąpieni przez Chrislaina Matsimę, Andy’ego Dioufa i Rayana Cherkiego. 17 czerwca 2024 roku Loïc Badé zastąpił niedostępnego Maxima Estève. Dodatkowo powołany został również Soungoutou Magassa. 26 czerwca 2024 roku Théo De Percin zastąpił kontuzjowanego Robina Rissera. Ostateczny skład został ogłoszony 4 lipca 2024 roku.
| Nr. | Pozycja | Piłkarz              | Data urodzenia           | Mecze | Gole | Klub                     |
| --- | ------- | -------------------- | ------------------------ | ----- | ---- | ------------------------ |
| 1   | BR      | Obed Nkambadio       | 7 lutego 2003(dts)       | 1     | 0    | Paris FC                 |
| 2   | OB      | Castello Lukeba      | 17 grudnia 2002(dts)     | 2     | 0    | RB Leipzig               |
| 3   | OB      | Adrien Truffert      | 20 listopada 2001(dts)   | 3     | 0    | Stade Rennais            |
| 4   | OB      | Loïc Badé            | 11 kwietnia 2000(dts)    | 0     | 0    | Sevilla FC               |
| 5   | OB      | Kiliann Sildillia    | 16 maja 2002(dts)        | 3     | 0    | SC Freiburg              |
| 6   | PO      | Manu Koné            | 17 maja 2001(dts)        | 3     | 0    | Borussia Mönchengladbach |
| 7   | NA      | Michael Olise        | 12 grudnia 2001(dts)     | 1     | 0    | Crystal Palace           |
| 8   | PO      | Maghnes Akliouche    | 25 lutego 2002(dts)      | 2     | 0    | AS Monaco                |
| 9   | NA      | Arnaud Kalimuendo    | 20 stycznia 2002(dts)    | 2     | 2    | Stade Rennais            |
| 10  | NA      | Alexandre Lacazette  | 28 maja 1991(dts)        | 1     | 0    | Olympique Lyon           |
| 11  | PO      | Désiré Doué          | 3 czerwca 2005(dts)      | 3     | 2    | Stade Rennais            |
| 12  | PO      | Enzo Millot          | 17 lipca 2002(dts)       | 2     | 0    | VfB Stuttgart            |
| 13  | PO      | Joris Chotard        | 24 września 2001(dts)    | 1     | 0    | Montpellier HSC          |
| 14  | NA      | Jean-Philippe Mateta | 28 czerwca 1997(dts)     | 1     | 2    | Crystal Palace           |
| 15  | OB      | Bradley Locko        | 6 maja 2002(dts)         | 2     | 0    | Stade Brestois 29        |
| 16  | BR      | Guillaume Restes     | 11 marca 2005(dts)       | 2     | 0    | Toulouse FC              |
| 17  | OB      | Soungoutou Magassa   | 8 października 2003(dts) | 1     | 0    | AS Monaco                |
| 18  | PO      | Rayan Cherki         | 17 sierpnia 2003(dts)    | 3     | 1    | Olympique Lyon           |

### Gwinea
Trener:  Kaba Diawara (ur. 16 grudnia 1975)
Skład został ogłoszony 4 lipca 2024 roku. 10 lipca 2024 roku Sékou Tidiany Bangoura zastąpił w składzie Aguibou Camarę.
| Nr. | Pozycja | Piłkarz                | Data urodzenia         | Mecze | Gole | Klub             |
| --- | ------- | ---------------------- | ---------------------- | ----- | ---- | ---------------- |
| 1   | BR      | Soumaïla Sylla         | 15 marca 2004(dts)     | 1     | 0    | Stade de Reims B |
| 2   | OB      | Naby Oularé            | 6 sierpnia 2002(dts)   | 5     | 0    | Boluspor         |
| 3   | OB      | Bangaly Cissé          | 28 grudnia 2002(dts)   | 4     | 0    | AS Kaloum Star   |
| 4   | OB      | Mohamed Soumah         | 13 marca 2003(dts)     | 7     | 0    | KAA Gent         |
| 5   | OB      | Rayane Doucouré        | 30 marca 2001(dts)     | 0     | 0    | Red Star FC      |
| 6   | PO      | Amadou Diawara         | 17 lipca 1997(dts)     | 0     | 0    | RSC Anderlecht   |
| 7   | NA      | Aliou Baldé            | 12 grudnia 2002(dts)   | 0     | 0    | OGC Nice         |
| 8   | PO      | Naby Keïta             | 10 lutego 1995(dts)    | 0     | 0    | Werder Brema     |
| 9   | NA      | Henry Camara           | 6 maja 2006(dts)       | 0     | 0    | Atalanta BC      |
| 10  | PO      | Ilaix Moriba           | 19 stycznia 2003(dts)  | 1     | 1    | Getafe CF        |
| 11  | NA      | Ousmane Camara         | 3 listopada 2001(dts)  | 7     | 0    | Annecy FC        |
| 12  | NA      | Algassime Bah          | 12 listopada 2002(dts) | 7     | 1    | Olympiakos SFP   |
| 13  | OB      | Madiou Keita           | 29 sierpnia 2004(dts)  | 6     | 0    | AJ Auxerre B     |
| 14  | NA      | Amadou Diallo          | 13 lipca 2006(dts)     | 1     | 0    | Stade Rennais    |
| 15  | PO      | Issiaga Camara         | 2 lutego 2005(dts)     | 1     | 0    | OGC Nice B       |
| 16  | BR      | Mory Keita             | 13 lipca 2005(dts)     | 5     | 0    | ASM Sangarédi    |
| 17  | PO      | Abdoulaye Touré        | 3 marca 1994(dts)      | 0     | 0    | Le Havre AC      |
| 18  | PO      | Sékou Tidiany Bangoura | 5 kwietnia 2002(dts)   | 3     | 0    | Tuzlaspor        |

### Nowa Zelandia
Trener:  Darren Bazeley (ur. 5 października 1972)
Skład został ogłoszony 10 lipca 2024 roku. 23 lipca 2024 roku Lachlan Bayliss zastąpił kontuzjowanego Riley Bidois.
| Nr. | Pozycja | Piłkarz           | Data urodzenia        | Mecze | Gole | Klub               |
| --- | ------- | ----------------- | --------------------- | ----- | ---- | ------------------ |
| 1   | BR      | Alex Paulsen      | 4 lipca 2002(dts)     | 4     | 0    | Wellington Phoenix |
| 2   | OB      | Michael Boxall    | 18 sierpnia 1988(dts) | 12    | 1    | Minnesota United   |
| 3   | OB      | Sam Sutton        | 10 grudnia 2001(dts)  | 2     | 1    | Wellington Phoenix |
| 4   | OB      | Tyler Bindon      | 27 stycznia 2005(dts) | 0     | 0    | Reading            |
| 5   | OB      | Finn Surman       | 23 września 2003(dts) | 4     | 0    | Wellington Phoenix |
| 6   | PO      | Joe Bell          | 27 kwietnia 1999(dts) | 5     | 0    | Viking FK          |
| 7   | PO      | Matthew Garbett   | 13 kwietnia 2002(dts) | 2     | 0    | NAC Breda          |
| 8   | PO      | Ben Old           | 13 sierpnia 2002(dts) | 2     | 1    | Wellington Phoenix |
| 9   | NA      | Ben Waine         | 11 czerwca 2001(dts)  | 8     | 8    | Plymouth Argyle    |
| 10  | PO      | Sarpreet Singh    | 20 lutego 1999(dts)   | 0     | 0    | Hansa Rostock      |
| 11  | NA      | Jesse Randall     | 19 sierpnia 2002(dts) | 5     | 4    | Auckland FC        |
| 12  | BR      | Kees Sims         | 27 marca 2003(dts)    | 1     | 0    | GAIS               |
| 13  | OB      | Lukas Kelly-Heald | 18 marca 2005(dts)    | 3     | 0    | Wellington Phoenix |
| 14  | NA      | Jay Herdman       | 14 sierpnia 2004(dts) | 2     | 1    | Whitecaps FC 2     |
| 15  | OB      | Matthew Sheridan  | 9 maja 2004(dts)      | 2     | 0    | Wellington Phoenix |
| 16  | PO      | Fin Conchie       | 10 sierpnia 2003(dts) | 2     | 0    | Wellington Phoenix |
| 17  | PO      | Lachlan Bayliss   | 24 lipca 2002(dts)    | 0     | 0    | Newcastle Jets     |
| 18  | NA      | Oskar van Hattum  | 14 kwietnia 2002(dts) | 5     | 2    | Wellington Phoenix |

### Stany Zjednoczone
Trener:  Marko Mitrović (ur. 8 lipca 1978)
Skład został ogłoszony 8 lipca 2024 roku.
| Nr. | Pozycja | Piłkarz            | Data urodzenia         | Mecze | Gole | Klub               |
| --- | ------- | ------------------ | ---------------------- | ----- | ---- | ------------------ |
| 1   | BR      | Patrick Schulte    | 13 marca 2001(dts)     | 3     | 0    | Columbus Crew      |
| 2   | OB      | Nathan Harriel     | 23 kwietnia 2001(dts)  | 7     | 1    | Philadelphia Union |
| 3   | OB      | Walker Zimmerman   | 19 maja 1993(dts)      | 4     | 0    | Nashville SC       |
| 4   | OB      | Maximilian Dietz   | 9 lutego 2002(dts)     | 6     | 0    | Greuther Fürth     |
| 5   | OB      | John Tolkin        | 31 lipca 2002(dts)     | 7     | 0    | New York Red Bulls |
| 6   | PO      | Gianluca Busio     | 28 maja 2002(dts)      | 6     | 1    | Venezia FC         |
| 7   | NA      | Kevin Paredes      | 7 maja 2003(dts)       | 2     | 0    | VfL Wolfsburg      |
| 8   | PO      | Tanner Tessmann    | 24 września 2001(dts)  | 10    | 0    | Venezia FC         |
| 9   | NA      | Griffin Yow        | 25 września 2002(dts)  | 3     | 1    | KVC Westerlo       |
| 10  | NA      | Taylor Booth       | 31 maja 2001(dts)      | 4     | 0    | FC Utrecht         |
| 11  | NA      | Paxten Aaronson    | 26 sierpnia 2003(dts)  | 5     | 1    | Vitesse            |
| 12  | OB      | Miles Robinson     | 14 marca 1997(dts)     | 3     | 1    | FC Cincinnati      |
| 13  | NA      | Duncan McGuire     | 5 lutego 2001(dts)     | 5     | 1    | Orlando City       |
| 14  | PO      | Djordje Mihailovic | 10 listopada 1998(dts) | 9     | 1    | Colorado Rapids    |
| 15  | PO      | Benjamin Cremaschi | 2 marca 2005(dts)      | 5     | 1    | Inter Miami        |
| 16  | PO      | Jack McGlynn       | 7 lipca 2003(dts)      | 7     | 0    | Philadelphia Union |
| 17  | OB      | Caleb Wiley        | 22 grudnia 2004(dts)   | 5     | 0    | Atlanta United     |
| 18  | BR      | Gabriel Slonina    | 15 maja 2004(dts)      | 0     | 0    | KAS Eupen          |

## Grupa B

### Argentyna
Trener:  Javier Mascherano (ur. 8 czerwca 1984)
Skład został ogłoszony 2 lipca 2024 roku.
| Nr. | Pozycja | Piłkarz            | Data urodzenia        | Mecze | Gole | Klub               |
| --- | ------- | ------------------ | --------------------- | ----- | ---- | ------------------ |
| 1   | BR      | Gerónimo Rulli     | 20 maja 1992(dts)     | 3     | 0    | Ajax Amsterdam     |
| 2   | OB      | Marco Di Césare    | 30 stycznia 2002(dts) | 9     | 1    | Racing Club        |
| 3   | OB      | Julio Soler        | 16 lutego 2005(dts)   | 1     | 0    | CA Lanús           |
| 4   | OB      | Joaquín García     | 20 sierpnia 2001(dts) | 9     | 0    | Vélez Sarsfield    |
| 5   | PO      | Ezequiel Fernández | 25 lipca 2002(dts)    | 9     | 0    | Boca Juniors       |
| 6   | OB      | Bruno Amione       | 3 stycznia 2002(dts)  | 4     | 0    | Santos Laguna      |
| 7   | PO      | Kevin Zenón        | 30 lipca 2001(dts)    | 1     | 1    | Boca Juniors       |
| 8   | PO      | Cristian Medina    | 1 czerwca 2002(dts)   | 10    | 0    | Boca Juniors       |
| 9   | NA      | Julián Álvarez     | 31 stycznia 2000(dts) | 10    | 2    | Manchester City    |
| 10  | NA      | Thiago Almada      | 26 kwietnia 2001(dts) | 21    | 8    | Atlanta United     |
| 11  | NA      | Claudio Echeverri  | 2 stycznia 2006(dts)  | 9     | 0    | River Plate        |
| 12  | BR      | Leandro Brey       | 21 września 2002(dts) | 13    | 0    | Boca Juniors       |
| 13  | OB      | Gonzalo Luján      | 27 kwietnia 2001(dts) | 12    | 0    | San Lorenzo        |
| 14  | PO      | Santiago Hezze     | 22 września 2001(dts) | 3     | 0    | Olympiakos SFP     |
| 15  | NA      | Luciano Gondou     | 22 czerwca 2001(dts)  | 14    | 5    | Argentinos Juniors |
| 16  | OB      | Nicolás Otamendi   | 12 lutego 1988(dts)   | 0     | 0    | SL Benfica         |
| 17  | NA      | Giuliano Simeone   | 18 grudnia 2002(dts)  | 2     | 2    | Deportivo Alavés   |
| 18  | NA      | Lucas Beltrán      | 29 marca 2001(dts)    | 4     | 4    | ACF Fiorentina     |

### Irak
Trener:  Radhi Shenaishil (ur. 11 sierpnia 1966)
26 czerwca 2024 roku został ogłoszony 22-osobowy skład. Ostateczny skład ogłoszony został 11 lipca 2024 roku.
| Nr. | Pozycja | Piłkarz             | Data urodzenia           | Mecze | Gole | Klub                |
| --- | ------- | ------------------- | ------------------------ | ----- | ---- | ------------------- |
| 1   | BR      | Hussein Hasan       | 15 listopada 2002(dts)   | 7     | 0    | Al-Karkh SC         |
| 2   | OB      | Josef Al-Imam       | 27 lipca 2004(dts)       | 17    | 0    | BK Olympic          |
| 3   | OB      | Hussein Ali         | 1 marca 2002(dts)        | 0     | 0    | sc Heerenveen       |
| 4   | OB      | Saad Natiq          | 19 marca 1994(dts)       | 8     | 0    | Al-Quwa Al-Jawiya   |
| 5   | OB      | Ahmed Maknazi       | 24 września 2001(dts)    | 17    | 1    | Erbil SC            |
| 6   | OB      | Zaid Tahseen        | 29 stycznia 2001(dts)    | 23    | 2    | Al-Talaba SC        |
| 7   | PO      | Ali Jasim           | 20 stycznia 2004(dts)    | 13    | 9    | Al-Quwa Al-Jawiya   |
| 8   | PO      | Ibrahim Bayesh      | 1 maja 2000(dts)         | 4     | 0    | Al-Quwa Al-Jawiya   |
| 9   | NA      | Hussein Abdullah    | 1 stycznia 2001(dts)     | 16    | 12   | Al-Talaba SC        |
| 10  | PO      | Youssef Amyn        | 21 sierpnia 2003(dts)    | 0     | 0    | Eintracht Brunszwik |
| 11  | PO      | Muntadher Mohammed  | 5 czerwca 2001(dts)      | 26    | 3    | Mes Rafsanjan       |
| 12  | BR      | Kumel Al-Rekabe     | 19 sierpnia 2004(dts)    | 10    | 0    | Naft Al-Basra SC    |
| 13  | OB      | Karrar Saad         | 7 marca 2001(dts)        | 20    | 1    | Al-Talaba SC        |
| 14  | PO      | Karrar Al-Mukhtar   | 28 maja 2002(dts)        | 22    | 0    | Al-Talaba SC        |
| 15  | PO      | Nihad Muhammad      | 14 stycznia 2001(dts)    | 17    | 0    | Al-Talaba SC        |
| 16  | PO      | Montader Abdel Amir | 6 października 2001(dts) | 24    | 1    | Al-Zawraa           |
| 17  | OB      | Mustafa Saadoon     | 25 maja 2001(dts)        | 17    | 2    | Al-Quwa Al-Jawiya   |
| 18  | NA      | Ayman Hussein       | 22 marca 1996(dts)       | 14    | 11   | Al-Quwa Al-Jawiya   |

### Maroko
Trener:  Tarik Sektioui (ur. 13 maja 1977)
4 lipca 2024 roku został ogłoszony 22-osobowy skład. Ostateczny skład ogłoszony został 11 lipca 2024 roku.
| Nr. | Pozycja | Piłkarz             | Data urodzenia         | Mecze | Gole | Klub                |
| --- | ------- | ------------------- | ---------------------- | ----- | ---- | ------------------- |
| 1   | BR      | Munir Mohamedi      | 10 maja 1989(dts)      | 0     | 0    | Al-Wehda            |
| 2   | OB      | Achraf Hakimi       | 4 listopada 1998(dts)  | 2     | 0    | Paris Saint-Germain |
| 3   | OB      | Akram Nakach        | 7 kwietnia 2002(dts)   | 1     | 0    | AS FAR Rabat        |
| 4   | OB      | Mehdi Boukamir      | 26 stycznia 2004(dts)  | 8     | 0    | Royal Charleroi     |
| 5   | OB      | Adil Tahif          | 24 lutego 2001(dts)    | 5     | 0    | Renaissance Berkane |
| 6   | PO      | Benjamin Bouchouari | 13 listopada 2001(dts) | 10    | 0    | AS Saint-Étienne    |
| 7   | PO      | Yassine Kechta      | 25 lutego 2002(dts)    | 7     | 1    | Le Havre AC         |
| 8   | PO      | Bilal El Khannouss  | 10 maja 2004(dts)      | 2     | 0    | KRC Genk            |
| 9   | NA      | Soufiane Rahimi     | 2 czerwca 1996(dts)    | 0     | 0    | Al-Ain FC           |
| 10  | NA      | Ilias Akhomach      | 16 kwietnia 2004(dts)  | 1     | 0    | Villarreal CF       |
| 11  | OB      | Zakaria El Ouahdi   | 31 grudnia 2001(dts)   | 13    | 3    | KRC Genk            |
| 12  | BR      | Rachid Ghanimi      | 25 kwietnia 2001(dts)  | 1     | 0    | FUS Rabat           |
| 13  | NA      | Eliesse Ben Seghir  | 16 lutego 2005(dts)    | 0     | 0    | AS Monaco           |
| 14  | PO      | Oussama Targhalline | 20 maja 2002(dts)      | 10    | 1    | Le Havre AC         |
| 15  | NA      | El Mehdi Maouhoub   | 5 czerwca 2003(dts)    | 2     | 1    | Raja Casablanca     |
| 16  | NA      | Abde Ezzalzouli     | 17 grudnia 2001(dts)   | 5     | 3    | Real Betis          |
| 17  | PO      | Oussama El Azzouzi  | 29 maja 2001(dts)      | 9     | 0    | Bologna FC          |
| 18  | PO      | Amir Richardson     | 24 stycznia 2002(dts)  | 8     | 1    | Stade de Reims      |

### Ukraina
Trener:  Rusłan Rotań (ur. 29 października 1981)
3 lipca 2024 roku został ogłoszony 22-osobowy skład. Ostateczny skład ogłoszony został 11 lipca 2024 roku.
| Nr. | Pozycja | Piłkarz             | Data urodzenia           | Mecze | Gole | Klub               |
| --- | ------- | ------------------- | ------------------------ | ----- | ---- | ------------------ |
| 1   | BR      | Heorhij Jermakow    | 28 marca 2002(dts)       | 3     | 0    | FK Ołeksandrija    |
| 2   | OB      | Illa Krupski        | 2 października 2004(dts) | 4     | 0    | Worskła Połtawa    |
| 3   | OB      | Ołeksandr Martyniuk | 25 listopada 2001(dts)   | 5     | 1    | FK Ołeksandrija    |
| 4   | OB      | Maksym Tałowierow   | 28 czerwca 2000(dts)     | 0     | 0    | LASK Linz          |
| 5   | PO      | Wałentyn Rubczynski | 15 lutego 2002(dts)      | 3     | 0    | SK Dnipro-1        |
| 6   | OB      | Ołeksij Sycz        | 1 kwietnia 2001(dts)     | 1     | 0    | Ruch Lwów          |
| 7   | PO      | Ołeh Oczeret’ko     | 25 maja 2003(dts)        | 1     | 0    | SK Dnipro-1        |
| 8   | PO      | Mykoła Mychajłenko  | 22 maja 2001(dts)        | 2     | 1    | FK Ołeksandrija    |
| 9   | NA      | Ihor Krasnopir      | 1 grudnia 2002(dts)      | 4     | 0    | Obołoń Kijów       |
| 10  | PO      | Maksym Braharu      | 21 lipca 2002(dts)       | 2     | 0    | Czornomoreć Odessa |
| 11  | PO      | Maksym Chłań        | 27 stycznia 2003(dts)    | 5     | 2    | Lechia Gdańsk      |
| 12  | BR      | Kirił Fesiun        | 7 sierpnia 2002(dts)     | 3     | 0    | Kołos Kowaliwka    |
| 13  | OB      | Wołodymyr Saluk     | 25 czerwca 2002(dts)     | 3     | 0    | Czornomoreć Odessa |
| 14  | NA      | Danyło Sikan        | 16 kwietnia 2001(dts)    | 4     | 1    | Szachtar Donieck   |
| 15  | PO      | Władysław Wełeteń   | 1 października 2002(dts) | 4     | 2    | Kołos Kowaliwka    |
| 16  | OB      | Arsenij Batahow     | 5 marca 2002(dts)        | 4     | 0    | Zoria Ługańsk      |
| 17  | PO      | Ołeh Fedor          | 23 lipca 2004(dts)       | 6     | 1    | Ruch Lwów          |
| 18  | PO      | Dmytro Kryśkiw      | 6 października 2000(dts) | 0     | 0    | Szachtar Donieck   |

## Grupa C

### Dominikana
Trener:  Ibai Gómez (ur. 11 listopada 1989)
12 czerwca 2024 roku została ogłoszona 27-osobowa szeroka kadra. 28 czerwca 2024 roku skład został zmniejszony do 21 zawodników. Ostateczny skład ogłoszony został 11 lipca 2024 roku. 23 lipca 2024 roku Josué Báez zastąpił w składzie Juniora Firpo.
| Nr. | Pozycja | Piłkarz             | Data urodzenia            | Mecze | Gole | Klub                        |
| --- | ------- | ------------------- | ------------------------- | ----- | ---- | --------------------------- |
| 1   | BR      | Xavier Valdéz       | 23 listopada 2003(dts)    | 0     | 0    | Houston Dynamo              |
| 2   | OB      | Francisco Marizán   | 28 marca 2006(dts)        | 2     | 0    | FC Volendam                 |
| 3   | PO      | Josué Báez          | 23 maja 2002(dts)         | 4     | 0    | O&M FC                      |
| 4   | OB      | Edgar Pujol         | 7 sierpnia 2004(dts)      | 1     | 0    | Real Madryt Castilla        |
| 5   | OB      | Luiyi de Lucas      | 31 sierpnia 1994(dts)     | 0     | 0    | AEL Limassol                |
| 6   | PO      | Heinz Mörschel      | 24 sierpnia 1997(dts)     | 0     | 0    | Újpest FC                   |
| 7   | NA      | Oscar Ureña         | 31 maja 2003(dts)         | 1     | 0    | CD Leganés                  |
| 8   | PO      | Ángel Montes de Oca | 18 lutego 2001(dts)       | 1     | 0    | Cibao FC                    |
| 9   | NA      | Rafael Núñez        | 25 stycznia 2002(dts)     | 4     | 0    | Elche Ilicitano             |
| 10  | PO      | Edison Azcona       | 21 listopada 2003(dts)    | 4     | 1    | Las Vegas Lights            |
| 11  | NA      | Peter González      | 25 lipca 2002(dts)        | 0     | 0    | Valencia CF                 |
| 12  | OB      | Joao Urbáez         | 24 lipca 2002(dts)        | 4     | 0    | CD Leganés B                |
| 13  | BR      | Enrique Bösl        | 7 lutego 2004(dts)        | 2     | 0    | FC Ingolstadt 04 II         |
| 14  | PO      | Omar de la Cruz     | 26 sierpnia 2001(dts)     | 6     | 0    | SCR Peña Deportiva          |
| 15  | PO      | Fabián Messina      | 16 września 2002(dts)     | 5     | 0    | FSV Frankfurt               |
| 16  | OB      | Nelson Lemaire      | 19 października 2001(dts) | 0     | 0    | Royale Union Saint-Gilloise |
| 17  | NA      | José de León        | 2 marca 2004(dts)         | 1     | 0    | Deportivo Alavés B          |
| 18  | NA      | Nowend Lorenzo      | 2 listopada 2002(dts)     | 4     | 0    | CA Osasuna B                |

### Egipt
Trener:  Rogério Micale (ur. 28 marca 1969)
4 lipca 2024 roku został ogłoszony 22-osobowy skład. Ostateczny skład ogłoszony został 11 lipca 2024 roku.
| Nr. | Pozycja | Piłkarz            | Data urodzenia         | Mecze | Gole | Klub                      |
| --- | ------- | ------------------ | ---------------------- | ----- | ---- | ------------------------- |
| 1   | BR      | Hamza Alaa         | 1 marca 2001(dts)      |       |      | Al-Ahly                   |
| 2   | OB      | Omar Fayed         | 4 lipca 2003(dts)      |       |      | FK Novi Pazar             |
| 3   | PO      | Ahmed Atef         | 19 grudnia 2002(dts)   |       |      | ZED FC                    |
| 4   | OB      | Ahmed Eid          | 1 stycznia 2001(dts)   |       |      | Al-Masry                  |
| 5   | OB      | Hossam Abdelmaguid | 30 kwietnia 2001(dts)  |       |      | Zamalek SC                |
| 6   | PO      | Mohamed Shehata    | 8 lutego 2001(dts)     |       |      | Zamalek SC                |
| 7   | PO      | Mahmoud Saber      | 30 lipca 2001(dts)     |       |      | Pyramids FC               |
| 8   | PO      | Ziad Kamal         | 1 stycznia 2001(dts)   |       |      | Zamalek SC                |
| 9   | NA      | Osama Faisal       | 1 stycznia 2001(dts)   |       |      | National Bank of Egypt SC |
| 10  | PO      | Ibrahim Adel       | 23 kwietnia 2001(dts)  |       |      | Pyramids FC               |
| 11  | PO      | Mostafa Saad       | 22 sierpnia 2001(dts)  |       |      | ZED FC                    |
| 12  | PO      | Ahmed Nabil Koka   | 4 lipca 2001(dts)      |       |      | Al-Ahly                   |
| 13  | OB      | Karim El Debes     | 3 czerwca 2003(dts)    |       |      | Al-Ahly                   |
| 14  | PO      | Zizo               | 10 stycznia 1996(dts)  |       |      | Zamalek SC                |
| 15  | OB      | Mohamed Tarek      | 20 kwietnia 2002(dts)  |       |      | Al-Masry                  |
| 16  | BR      | Ali El Gabry       | 14 lutego 2001(dts)    |       |      | Ceramica Cleopatra        |
| 17  | PO      | Mohamed Elneny     | 11 lipca 1992(dts)     |       |      | Arsenal                   |
| 18  | NA      | Bilal Mazhar       | 21 listopada 2003(dts) |       |      | Panathinaikos AO B        |

### Hiszpania
Trener:  Santi Denia (ur. 9 marca 1974)
26 czerwca 2024 roku został ogłoszony 22-osobowy skład. Ostateczny skład został ogłoszony 10 lipca 2024 roku.
| Nr. | Pozycja | Piłkarz          | Data urodzenia           | Mecze | Gole | Klub                |
| --- | ------- | ---------------- | ------------------------ | ----- | ---- | ------------------- |
| 1   | BR      | Arnau Tenas      | 30 maja 2001(dts)        | 0     | 0    | Paris Saint-Germain |
| 2   | OB      | Marc Pubill      | 20 czerwca 2003(dts)     | 0     | 0    | UD Almería          |
| 3   | OB      | Juan Miranda     | 19 stycznia 2000(dts)    | 5     | 0    | Real Betis          |
| 4   | OB      | Eric García      | 9 stycznia 2001(dts)     | 7     | 0    | Girona FC           |
| 5   | OB      | Pau Cubarsí      | 22 stycznia 2007(dts)    | 0     | 0    | FC Barcelona        |
| 6   | PO      | Pablo Barrios    | 15 czerwca 2003(dts)     | 0     | 0    | Atlético Madryt     |
| 7   | NA      | Diego López      | 13 maja 2002(dts)        | 0     | 0    | Valencia CF         |
| 8   | PO      | Beñat Turrientes | 31 stycznia 2002(dts)    | 0     | 0    | Real Sociedad       |
| 9   | NA      | Abel Ruiz        | 28 stycznia 2000(dts)    | 0     | 0    | SC Braga            |
| 10  | PO      | Álex Baena       | 20 lipca 2001(dts)       | 0     | 0    | Villarreal CF       |
| 11  | PO      | Fermín López     | 11 maja 2003(dts)        | 0     | 0    | FC Barcelona        |
| 12  | OB      | Jon Pacheco      | 8 stycznia 2001(dts)     | 0     | 0    | Real Sociedad       |
| 13  | BR      | Joan García      | 4 maja 2001(dts)         | 0     | 0    | RCD Espanyol        |
| 14  | PO      | Aimar Oroz       | 27 listopada 2001(dts)   | 0     | 0    | CA Osasuna          |
| 15  | OB      | Miguel Gutiérrez | 27 lipca 2001(dts)       | 0     | 0    | Girona FC           |
| 16  | PO      | Adrián Bernabé   | 26 maja 2001(dts)        | 0     | 0    | Parma Calcio        |
| 17  | OB      | Sergio Gómez     | 4 października 2000(dts) | 0     | 0    | Manchester City     |
| 18  | NA      | Samu Omorodion   | 5 maja 2004(dts)         | 0     | 0    | Deportivo Alavés    |

### Uzbekistan
Trener:  Timur Kapadze (ur. 5 września 1981)
3 lipca 2024 roku ogłoszona została 23-osobowa szeroka kadra. 9 lipca 2024 roku ujawniony został pełny 22-osobowy skład. Ostateczny skład ogłoszony został 11 lipca 2024 roku.
| Nr. | Pozycja | Piłkarz                  | Data urodzenia           | Mecze | Gole | Klub              |
| --- | ------- | ------------------------ | ------------------------ | ----- | ---- | ----------------- |
| 1   | BR      | Abduvahid Neʼmatov       | 20 marca 2001(dts)       | 23    | 0    | Nasaf Karszy      |
| 2   | OB      | Saidazamat Mirsaidov     | 19 lipca 2001(dts)       | 27    | 1    | Olympic Taszkent  |
| 3   | OB      | Abduqodir Xusanov        | 29 lutego 2004(dts)      | 6     | 0    | RC Lens           |
| 4   | OB      | Xusniddin Aliqulov       | 4 kwietnia 1999(dts)     | 15    | 0    | Çaykur Rizespor   |
| 5   | OB      | Muhammadqodir Xamraliyev | 6 lipca 2001(dts)        | 28    | 3    | Paxtakor Taszkent |
| 6   | OB      | Ibrohimxalil Yoʻldoshev  | 14 lutego 2001(dts)      | 21    | 0    | Kajrat Ałmaty     |
| 7   | PO      | Abbosbek Fayzullayev     | 3 października 2003(dts) | 14    | 3    | CSKA Moskwa       |
| 8   | NA      | Ruslanbek Jiyanov        | 5 czerwca 2001(dts)      | 36    | 3    | Navbahor Namangan |
| 9   | NA      | Xusain Norchayev         | 6 lutego 2002(dts)       | 32    | 15   | Neftchi Fergana   |
| 10  | PO      | Jasurbek Jaloliddinov    | 15 maja 2002(dts)        | 47    | 11   | Neftchi Fergana   |
| 11  | NA      | Oston Urunov             | 19 grudnia 2000(dts)     | 3     | 0    | Persepolis FC     |
| 12  | BR      | Vladimir Nazarov         | 8 czerwca 2002(dts)      | 24    | 0    | Paxtakor Taszkent |
| 13  | OB      | Zafarmurod Abdirahmatov  | 28 kwietnia 2003(dts)    | 4     | 0    | Nasaf Karszy      |
| 14  | NA      | Eldor Shomurodov         | 29 czerwca 1995(dts)     | 3     | 0    | Cagliari Calcio   |
| 15  | PO      | Umarali Raxmonaliyev     | 18 sierpnia 2003(dts)    | 16    | 3    | Rubin Kazań       |
| 16  | OB      | Asadbek Rahimjonov       | 17 lutego 2004(dts)      | 19    | 0    | Olympic Taszkent  |
| 17  | PO      | Diyor Xolmatov           | 22 lipca 2002(dts)       | 20    | 1    | Paxtakor Taszkent |
| 18  | PO      | Abdurauf Boʻriyev        | 20 lipca 2002(dts)       | 29    | 0    | Olympic Taszkent  |

## Grupa D

### Izrael
Trener:  Guy Luzon (ur. 7 sierpnia 1975)
23 maja 2024 roku została ogłoszona 29-osobowa szeroka kadra. Ostateczny skład został ogłoszony 2 lipca 2024 roku. 18 lipca 2024 roku Omer Niron zastąpił kontuzjowanego Daniela Peretza.
| Nr. | Pozycja | Piłkarz         | Data urodzenia            | Mecze | Gole | Klub              |
| --- | ------- | --------------- | ------------------------- | ----- | ---- | ----------------- |
| 1   | BR      | Omer Niron      | 17 kwietnia 2001(dts)     | 0     | 0    | Maccabi Netanja   |
| 2   | OB      | Ilay Feingold   | 23 sierpnia 2004(dts)     | 0     | 0    | Maccabi Hajfa     |
| 3   | OB      | Sean Goldberg   | 25 sierpnia 1996(dts)     | 0     | 0    | Maccabi Hajfa     |
| 4   | OB      | Stav Lemkin     | 2 kwietnia 2003(dts)      | 0     | 0    | Szachtar Donieck  |
| 5   | OB      | Roy Revivo      | 22 maja 2003(dts)         | 0     | 0    | Hapoel Tel Awiw   |
| 6   | PO      | Omri Gandelman  | 16 maja 2000(dts)         | 0     | 0    | KAA Gent          |
| 7   | NA      | Osher Davida    | 18 lutego 2001(dts)       | 0     | 0    | Maccabi Tel Awiw  |
| 8   | PO      | Ethane Azoulay  | 26 maja 2002(dts)         | 0     | 0    | Maccabi Netanja   |
| 9   | NA      | Dor Turgeman    | 24 października 2003(dts) | 0     | 0    | Maccabi Tel Awiw  |
| 10  | PO      | Oscar Gloukh    | 1 kwietnia 2004(dts)      | 0     | 0    | Red Bull Salzburg |
| 11  | NA      | Liel Abada      | 3 października 2001(dts)  | 0     | 0    | Charlotte FC      |
| 12  | OB      | Noam Ben Harush | 13 maja 2005(dts)         | 0     | 0    | Maccabi Hajfa     |
| 13  | NA      | Elad Madmon     | 10 lutego 2004(dts)       | 0     | 0    | Hapoel Hadera     |
| 14  | PO      | Ayano Farada    | 29 kwietnia 2002(dts)     | 0     | 0    | Hapoel Jerozolima |
| 15  | PO      | Adi Yona        | 17 kwietnia 2004(dts)     | 0     | 0    | Beitar Jerozolima |
| 16  | OB      | Or Israelov     | 2 września 2004(dts)      | 0     | 0    | Hapoel Tel Awiw   |
| 17  | PO      | Ido Shahar      | 20 sierpnia 2001(dts)     | 0     | 0    | Hapoel Tel Awiw   |
| 18  | BR      | Niv Eliasi      | 1 lutego 2002(dts)        | 0     | 0    | Hapoel Beer Szewa |

### Japonia
Trener:  Gō Ōiwa (ur. 23 czerwca 1972)
Skład został ogłoszony 3 lipca 2024 roku. 24 lipca 2024 roku Kaito Suzuki zastąpił kontuzjowanego Riku Handę.
| Nr. | Pozycja | Piłkarz               | Data urodzenia        | Mecze | Gole | Klub               |
| --- | ------- | --------------------- | --------------------- | ----- | ---- | ------------------ |
| 1   | BR      | Leo Kokubo            | 23 stycznia 2001(dts) | 2     | 0    | SL Benfica B       |
| 2   | OB      | Kaito Suzuki          | 25 sierpnia 2002(dts) | 8     | 0    | Júbilo Iwata       |
| 3   | OB      | Ryuya Nishio          | 16 maja 2001(dts)     | 6     | 1    | Cerezo Osaka       |
| 4   | OB      | Hiroki Sekine         | 11 sierpnia 2002(dts) | 0     | 0    | Kashiwa Reysol     |
| 5   | OB      | Seiji Kimura          | 24 sierpnia 2001(dts) | 12    | 2    | Sagan Tosu         |
| 6   | PO      | Sota Kawasaki         | 30 lipca 2001(dts)    | 8     | 1    | Kyoto Sanga        |
| 7   | PO      | Rihito Yamamoto       | 12 grudnia 2001(dts)  | 0     | 0    | Sint-Truidense VV  |
| 8   | PO      | Joel Chima Fujita     | 16 lutego 2002(dts)   | 9     | 0    | Sint-Truidense VV  |
| 9   | NA      | Shota Fujio           | 2 maja 2001(dts)      | 10    | 4    | Machida Zelvia     |
| 10  | NA      | Koki Saito            | 10 sierpnia 2001(dts) | 9     | 2    | Sparta Rotterdam   |
| 11  | NA      | Mao Hosoya            | 7 września 2001(dts)  | 12    | 6    | Kashiwa Reysol     |
| 12  | BR      | Taishi Brandon Nozawa | 25 grudnia 2002(dts)  | 0     | 0    | FC Tokyo           |
| 13  | OB      | Ryotaro Araki         | 29 stycznia 2002(dts) | 0     | 0    | FC Tokyo           |
| 14  | PO      | Shunsuke Mito         | 28 września 2002(dts) | 9     | 2    | Sparta Rotterdam   |
| 15  | OB      | Kota Takai            | 4 września 2004(dts)  | 0     | 0    | Kawasaki Frontale  |
| 16  | OB      | Ayumu Ohata           | 27 kwietnia 2001(dts) | 0     | 0    | Urawa Red Diamonds |
| 17  | NA      | Yu Hirakawa           | 3 stycznia 2001(dts)  | 1     | 0    | Machida Zelvia     |
| 18  | NA      | Kein Sato             | 11 lipca 2001(dts)    | 12    | 4    | Werder Brema II    |

### Mali
Trener:  Alou Badra Diallo (ur. 30 grudnia 1969)
Skład został ogłoszony 8 lipca 2024 roku.
| Nr. | Pozycja | Piłkarz               | Data urodzenia            | Mecze | Gole | Klub                     |
| --- | ------- | --------------------- | ------------------------- | ----- | ---- | ------------------------ |
| 1   | BR      | Lassine Diarra        | 11 listopada 2002(dts)    |       |      | Olympique Lyon B         |
| 2   | OB      | Fodé Doucouré         | 3 lutego 2001(dts)        |       |      | Red Star FC              |
| 3   | OB      | Hamidou Diallo        | 26 stycznia 2002(dts)     |       |      | SC Farense               |
| 4   | OB      | Mamadou Tounkara      | 14 grudnia 2001(dts)      |       |      | Vitória SC               |
| 5   | OB      | Ibrahima Cissé        | 15 lutego 2001(dts)       |       |      | FC Schalke 04            |
| 6   | PO      | Coli Saco             | 15 maja 2002(dts)         |       |      | US Ancona                |
| 7   | NA      | Wilson Samaké         | 30 marca 2004(dts)        |       |      | Stade Rennais B          |
| 8   | PO      | Boubacar Traoré       | 20 sierpnia 2001(dts)     |       |      | Wolverhampton Wanderers  |
| 9   | NA      | Cheickna Doumbia      | 14 czerwca 2003(dts)      |       |      | Shabab Al-Ahli           |
| 10  | PO      | Salam Jiddou          | 1 lutego 2000(dts)        |       |      | ES Sétif                 |
| 11  | NA      | Thiemoko Diarra       | 19 kwietnia 2003(dts)     |       |      | LB Châteauroux           |
| 12  | PO      | Issouf Sissokho       | 30 stycznia 2002(dts)     |       |      | Girondins Bordeaux       |
| 13  | PO      | Brahima Diarra        | 5 lipca 2003(dts)         |       |      | Huddersfield Town        |
| 14  | NA      | Demba Diallo          | 13 października 2000(dts) |       |      | Manisa FK                |
| 15  | OB      | Mohamed Larabi Cisset | 25 sierpnia 2004(dts)     |       |      | Penn State Nittany Lions |
| 16  | BR      | Oumar Coulibaly       | 19 grudnia 2002(dts)      |       |      | Cercle Bamako            |
| 17  | OB      | Ahmed Diomandé        | 15 grudnia 2002(dts)      |       |      | Ittifaq Marrakech        |
| 18  | OB      | Moussa Diakité        | 4 listopada 2003(dts)     |       |      | Cádiz CF Mirandilla      |

### Paragwaj
Trener:  Carlos Jara Saguier (ur. 1 listopada 1950)
Skład został ogłoszony 3 lipca 2024 roku. 9 lipca 2024 roku Gatito Fernández i Fabián Balbuena zastąpili kontuzjowanych Ángela Gonzáleza i Gustavo Caballero. 15 lipca 2024 roku Julio Enciso zastąpił kontuzjowanego Fabrizio Peraltę. 23 lipca 2024 roku Gustavo Caballero zastąpił kontuzjowanego Diego Gonzáleza.
| Nr. | Pozycja | Piłkarz           | Data urodzenia            | Mecze | Gole | Klub                    |
| --- | ------- | ----------------- | ------------------------- | ----- | ---- | ----------------------- |
| 1   | BR      | Gatito Fernández  | 29 marca 1988(dts)        | 0     | 0    | Botafogo                |
| 2   | OB      | Alan Núñez        | 1 września 2004(dts)      | 8     | 1    | Cerro Porteño           |
| 3   | OB      | Ronaldo De Jesús  | 21 kwietnia 2001(dts)     | 10    | 1    | Cerro Porteño           |
| 4   | OB      | Daniel Rivas      | 6 grudnia 2001(dts)       | 8     | 0    | Club Nacional           |
| 5   | OB      | Gilberto Flores   | 1 kwietnia 2003(dts)      | 8     | 0    | Sportivo Trinidense     |
| 6   | PO      | Marcos Gómez      | 10 listopada 2001(dts)    | 5     | 0    | Club Olimpia            |
| 7   | NA      | Marcelo Fernández | 25 października 2001(dts) | 9     | 3    | Club Libertad           |
| 8   | PO      | Diego Gómez       | 27 marca 2003(dts)        | 9     | 6    | Inter Miami             |
| 9   | NA      | Kevin Parzajuk    | 9 września 2002(dts)      | 6     | 0    | Club Olimpia            |
| 10  | OB      | Wílder Viera      | 4 marca 2002(dts)         | 8     | 0    | Cerro Porteño           |
| 11  | NA      | Enso González     | 20 stycznia 2005(dts)     | 9     | 1    | Wolverhampton Wanderers |
| 12  | BR      | Rodrigo Frutos    | 6 stycznia 2003(dts)      | 2     | 0    | Club Olimpia            |
| 13  | OB      | Alexis Cantero    | 5 lutego 2003(dts)        | 7     | 0    | Club Guaraní            |
| 14  | OB      | Fernando Román    | 23 lutego 2001(dts)       | 7     | 0    | Club Guaraní            |
| 15  | PO      | Julio Enciso      | 23 stycznia 2004(dts)     | 0     | 0    | Brighton & Hove Albion  |
| 16  | OB      | Fabián Balbuena   | 23 sierpnia 1991(dts)     | 0     | 0    | Dinamo Moskwa           |
| 17  | NA      | Gustavo Caballero | 21 września 2001(dts)     | 3     | 0    | Club Nacional           |
| 18  | NA      | Marcelo Pérez     | 23 marca 2001(dts)        | 11    | 2    | CA Huracán              |